# Thierry Brun
Pour les articles homonymes, voir Brun.
Œuvres principales
- Juliette (2025)
- American Airlines (2023)
- Ce qui reste de candeur (2020)
- Surhumain (2010)

Thierry Brun, né le 16 avril 1964, est un écrivain français, auteur de romans sociaux et policiers.

## Biographie
Son enfance connaît de nombreux déménagements. Après des études commerciales et une carrière dans la finance, il se fait connaître avec le thriller Surhumain, paru en 2010 aux éditions Plon, dont l'héroïne est une policière infiltrée dans la mafia. La Ligne de tir (2012) évoque aussi les liens entre la police et la pègre, cette fois à Nancy. En 2016, il publie Les Rapaces. Cet ouvrage retrace le sort de jeunes dans les cités enclavées au-delà du périphérique parisien.
Thierry Brun mène depuis une carrière dans le roman social et policier. Il est aussi intervenant pour différentes revues littéraires.
Il est passionné par le roman et le cinéma de mauvais genre.

## Œuvre

### Romans
- Juliette, Maisons d'édition Kubik[6], 2025  (ISBN 978-2-35083-113-8)
- American Airlines, Maisons d'édition Kubik, 2023 [7] (ISBN 978-2-35083-072-8)
- Épaulard, Éditions Jigal, 2022  (ISBN 978-2-37722-167-7)
- Pour seul pardon, Éditions Jigal, 2021  (ISBN 978-2-37722-131-8)
- Origine Paradis, Éditions Hors d'atteinte, 2021[8],  (ISBN 978-2-490579-76-1)
- Ce qui reste de Candeur, Éditions Jigal, 2020[9],  (ISBN 978-2-37722-094-6)  Nommé [10]au Grand prix de littérature policière
- Les Rapaces, Paris, Éditions Le Passage, 2016,  (ISBN 978-2-84742-3327-)
- Les Rapaces, Paris, Éditions Le Livre de Poche, 2017  [11] (ISBN 978-2-253086-420-)
- La Ligne de tir, Paris, Éditions Le Passage, 2012[12],[13]  (ISBN 978-2-84742-193-4)
- Surhumain, Paris, Éditions Plon, coll. « Nuit blanche », 2010[14]  (ISBN 978-2-259-21071-3)

### Nouvelles et courts romans
- Attache ton gilet pare-balles, ma puce, Étrigny, Éditions Nykta, coll. « Petite nuit » no 61, 2008  (ISBN 978-2-910879-90-7)

### Recueil de nouvelles
- Les Auteurs du Noir face à la différence, Paris, Éditions Jigal, 2012[15]  (ISBN 978-2-914704-85-4) (recueil de nouvelles collectif)